# St. Ulrich und Leonhard (Ettlishofen)

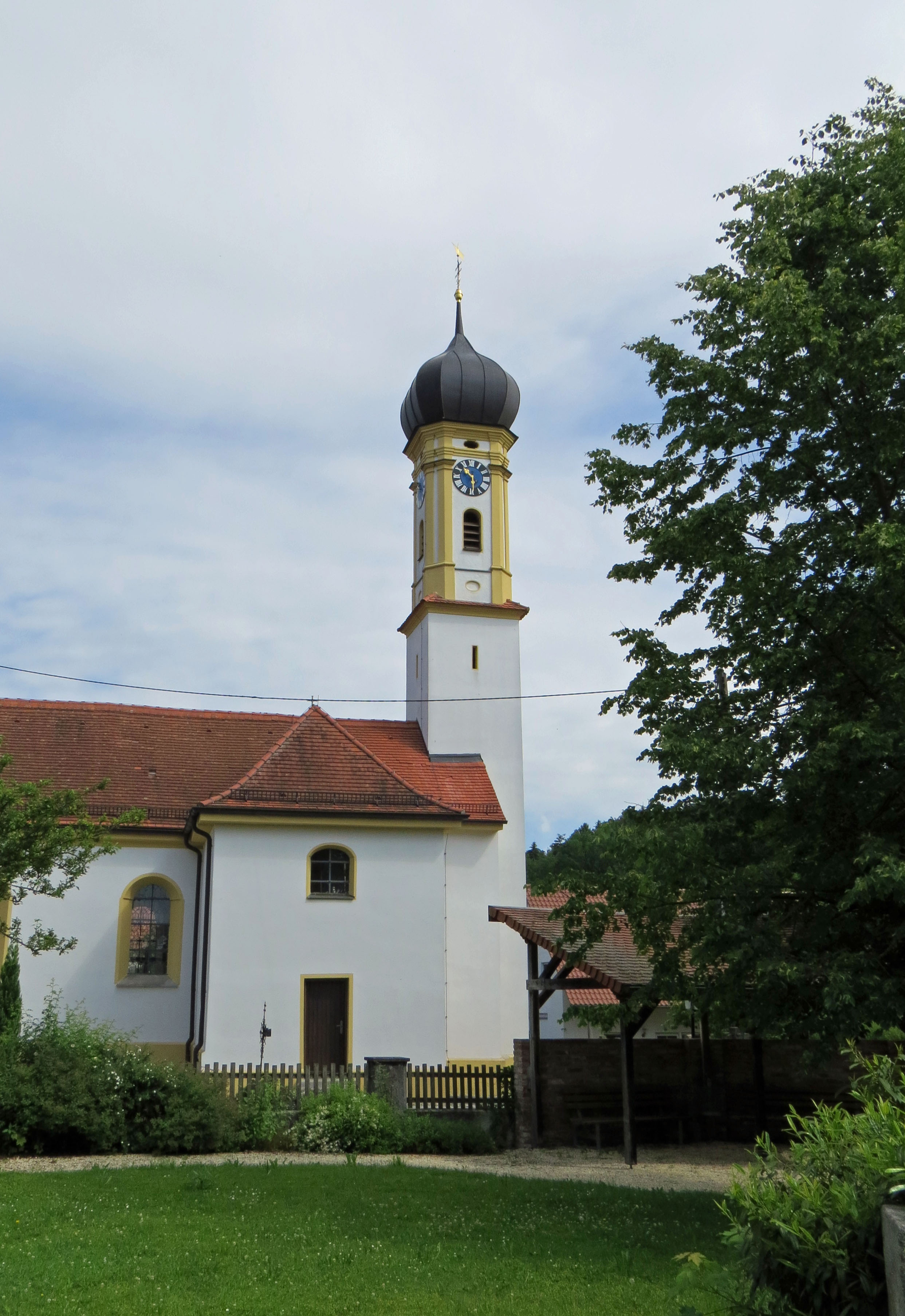
Kirche St. Ulrich und Leonhard in Ettlishofen

Die katholische Expositurkirche St. Ulrich und Leonhard in Ettlishofen, einem Gemeindeteil von Bibertal im schwäbischen Landkreis Günzburg in Bayern, wurde in spätgotischer Zeit errichtet. Die Kirche am östlichen Dorfrand, an der Deiblerstraße 23, ist ein geschütztes Baudenkmal.

## Beschreibung
Die im Kern spätgotische Kirche, inmitten des Friedhofs, wurde Ende des 17. Jahrhunderts und 1834 umgebaut. Die Kirche besitzt ein schmales Langhaus mit vier Fensterachsen, die Westwand weist eine klassizistische Rahmung mit Eckpilastern auf. Der schlanke Turm wird von einem oktogonalen Aufsatz mit Zwiebelhaube bekrönt.
Die Altäre der Kirche, die den Heiligen Ulrich und Leonhard geweiht wurde, sind aus der Biedermeierzeit, sie wurden jedoch mehrmals verändert.